# Lady Eagles de Charlotte
Pour les articles homonymes, voir Eagles (homonymie).
Ne pas confondre avec l'équipe masculine des Eagles de Charlotte.
Maillots
Les Lady Eagles de Charlotte (en anglais : Charlotte Lady Eagles) sont un club professionnel de football (soccer) féminin  basé à Charlotte aux États-Unis (Caroline du Nord). Créé en 1993, le club évolue en W-League (le championnat féminin de la USL).

## Historique
- 1993 : création des Lady Eagles de Charlotte
- 2001 : Charlotte Lady Eagles remporte le championnat de la ligue 2 de la W-League

## Parcours des Charlotte Lady Eagles
| Année | Ligue        | Conférence          | Division            | Saisons régulières                                                    | Séries éliminatoires                          |
| ----- | ------------ | ------------------- | ------------------- | --------------------------------------------------------------------- | --------------------------------------------- |
| 2000  | USL W-League | Ligue 2             | Division Atlantique | Termine au 1er rang de sa division                                    | Finaliste au championnat de la Ligue 2 .      |
| 2001  | USL W-league | Ligue 2             | Division de l'ESt   | Termine au 1er rang de sa division                                    | Remporte le championnat de la Ligue 2         |
| 2002  | USL W-League | Conférence Centrale | Division Atlantique | Termine au 1er rang de sa division                                    | Finaliste au championnat de la W-League       |
| 2003  | USL W-League | Conférence de l'Est | Division Atlantique | Termine au 2e rang de sa Division                                     | Éliminé en quart de finale                    |
| 2004  | USL W-League | Conférence de l'Est | Division Atlantique | Termine au 2e rang de sa Division                                     | Ne se qualifie pas                            |
| 2005  | USL W-League | Conférence de l'Est | Division Atlantique | Termine au 1er rang de la Division                                    | Perd en finale de conférence                  |
| 2006  | USL W-League | Conférence Centrale | Division Atlantique | Termine au 1er rang de la Division et remporte le titre de Conférence | perd en semi-finale, (4e place dans la ligue) |
| 2007  | USL W-League | Conférence de l'Est | Division Atlantique | Termine au 3e rang de sa Division                                     | Ne se qualifie pas                            |
| 2008  | USL W-League | Conférence de l'Est | Division Atlantique | Termine au 2e rang de la Division                                     | perd en semi-finale de conférence             |
| 2010  | USL W-League | Conférence de l'Est | Division Atlantique | Termine au 2e rang de la Division                                     | Éliminé en quarts de finale                   |
| 2011  | USL W-League | Conférence de l'Est | Division Atlantique | Termine au 2e rang de sa Division                                     | Éliminé en finale de conférence               |
| 2011  | USL W-League | Conférence de l'Est | Division Sud        | Termine au 1er rang de la division                                    | Perd en finale de conférence                  |

## Honneurs de l'équipe féminine des Eagles
- USL W-League Southeast Division Champions 2012
- USL W-League Central Conference Champions 2006
- USL W-League Atlantic Division Champions 2006
- USL W-League Atlantic Division Champions 2005
- USL W-League Atlantic Division Champions 2002
- USL W-League Champions 2001
- USL W-League Atlantic Division Champions 2001
- USL W-League Eastern  Division Champions 2000

## Effectif pour la saison 2012
En date du 4 juin 2012.
| N° | Nat.                   | Poste | Nom du joueur       |
| -- | ---------------------- | ----- | ------------------- |
| 0  | Drapeau des États-Unis | G     | Alex Kubrick        |
| 00 | Drapeau des États-Unis | G     | Rebekah Niedermayer |
| 2  | Drapeau des États-Unis | A     | Rachel Baer         |
| 3  | Drapeau des États-Unis | M     | Sarah Ann Waugh     |
| 4  | Drapeau des États-Unis | M     | Kaley Blanton       |
| 5  | Drapeau des États-Unis | A     | Amanda Naeher       |
| 6  | Drapeau des États-Unis | M     | Michelle Moll       |
| 7  | Drapeau des États-Unis | A     | Gloria Douglas      |
| 8  | Drapeau des États-Unis | A     | Ashley Braam        |
| 9  | Drapeau des États-Unis | D     | Kaitlyn Bryan       |
| 10 | Drapeau des États-Unis | M     | Kelsey Fenix        |
| 11 | Drapeau du Brésil      | M     | Leah Fortune        |
| 12 | Drapeau des États-Unis | D     | Brooke Mulloy       |

| No. | Nat.                   | Position | Nom du joueur           |
| --- | ---------------------- | -------- | ----------------------- |
| 13  | Drapeau des États-Unis | A        | Lee Page                |
| 14  | Drapeau des États-Unis | D        | Laura Paige Lanter      |
| 15  | Drapeau des États-Unis | D        | Sabbath McKiernan-Allen |
| 16  | Drapeau des États-Unis | D        | Katie Danehy            |
| 21  | Drapeau des États-Unis | M        | Samantha Huecker        |
| 24  | Drapeau des États-Unis | A        | Erin "Macky" Wingo      |
| 25  | Drapeau des États-Unis | M        | Christiana Howard       |
| 39  | Drapeau des États-Unis | G        | Robyn Jones             |
| 88  | Drapeau des États-Unis | D        | Shelley Lyle            |
|     | Drapeau des États-Unis | M        | Hannah Turner           |

## Équipe technique 2012
- Entraineur-chef :   Lee Horton
- Entraîneur-adjoint :   Mitch Sanford -
- Entraîneur-adjoint :   Graham West[5]

## Distinction individuelle
En 2012, la gardienne Robyn Jones est élue sur l'équipe d'étoiles All-Conference Teams de la W-League.